# Ophiorrhiza reflexa
Ophiorrhiza reflexa, nova biljna vrsta otkrivena 2024. godine u kineskoj provinciji Guangxi. Pripada porodici broćevki

## Otkriće vrste
Ophiorrhiza reflexa pripada porodici broćevki (Rubiaceae), i raste u vlažnim područjima pod zimzelenim šumama širokog lišća u vapnenačkoj regiji okruga Napo, Guangxi. Istraživači su tijekom terenskih istraživanja pronašli tri populacije vrste O. reflexa s više od 1000 jedinki na svakom mjestu. Sva tri mjesta pripadaju Provincijskom rezervatu prirode Laohutiao, koji je dobro zaštićen i nije ugrožen. Ophiorrhiza reflexa preliminarno je ocijenjena kao Najmanja zabrinutost.
Ophiorrhiza reflexa morfološki je slična vrsti O. alatiflora zbog razgranatog cvata, distilastih cvjetova (dva morfološka oblika cvijeta) i cjevasto-ljevkastog vjenčića s pet uzdužnih krila. Nova vrsta može se razlikovati od O. alatiflora po uspravnom cvatu, manjim i jednakim režnjevima čaške dugim 0,5-0,7 mm, vjenčićima krilatima do sredine i ravnim krilima te snažno reflektiranim režnjevima vjenčića na cvjetištu. Ophiorrhiza reflexa ocijenjena je kao najmanje zabrinjavajuća (LC) prema IUCN kategorijama i kriterijima.